# Sesamia hesperica
Sesamia hesperica là một loài bướm đêm trong họ Noctuidae.